# 德阳站
德阳站，位于中华人民共和国四川省德阳市旌阳区，是宝成铁路、西成客运专线、德天铁路上的火车站，建于1952年，在2008年的汶川大地震中严重受损，于2011年异地重建。现站房面积9995平方米，4站台面11线，由成都局集团管辖。

## 车站设计

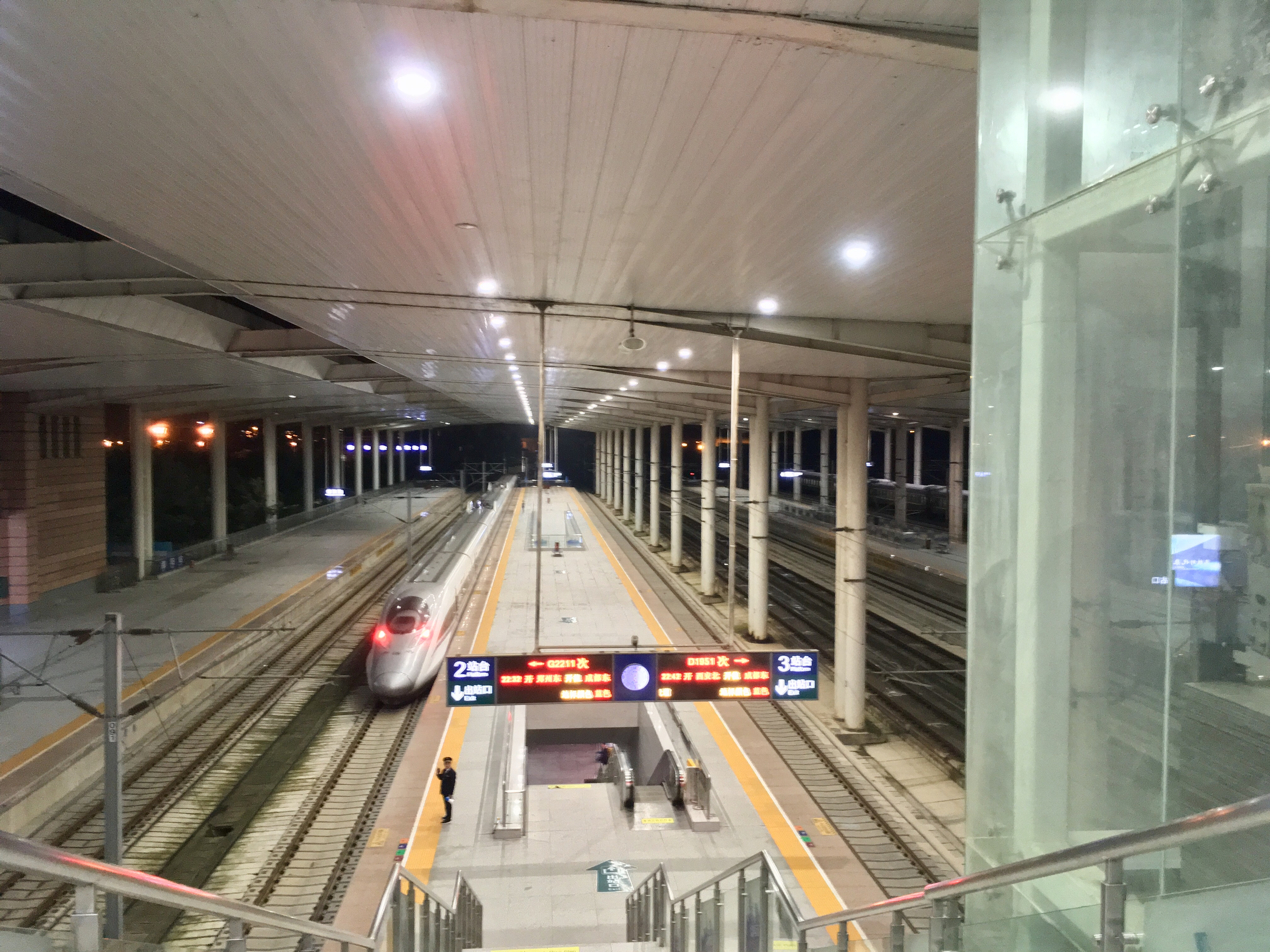
车站站台

德阳站以砖红色为主色调，借鉴三星堆博物馆的外墙设计，使用圣理尼陶砖覆盖站房外墙。站房地下局部一层，地上两层，与站台通过天桥和地道连接。站台全部采用无柱雨棚。车站上升广场设置有出租车和社会车辆送站通道，地下一层设置有出租车接客平台和通向公交场站的连接通道。

## 車站周邊
- 德阳汽车客运北站
- 孝感镇人民政府
- 文学戏剧非物质文化遗产研究中心
- 绵远河
- 德阳市淮河路小学
- 荣聚生态园
- 德阳市公路局

## 歷史
- 建于1952年。
- 2009年11月站房重建。
- 2011年3月22日新站房正式启用。

## 未来发展
德阳站将在西侧新建西站房以配合宝成铁路成都至德阳段公交化改造。

## 鄰近車站

### 市域铁路车站
- 成都市域铁路S11线：德阳火车站

## 外部連結
- 中国铁路客户服务中心 （页面存档备份，存于）